# Chromis elerae
Chromis elerae es una especie de peces de la familia Pomacentridae en el orden de los Perciformes.

## Morfología
Los machos pueden llegar alcanzar los 7 cm de longitud total.

## Hábitat
Es un pez de mar.

## Distribución geográfica
Se encuentra desde las Maldivas hasta Fiyi, las Islas Marshall, Taiwán y Tonga.